# Donato Torechio
Donato Torechio (Nacido el 25 de enero de 1922 en Santiago y falleció el 13 de abril de 1999)  su verdadero nombre es Horacio D'Ottone Rudolph, conocido profesor de Estadísticas de la Universidad de Chile. Una placa lo recuerda en el Hall principal de la Escuela de Gobierno de la Universidad de Chile en el ex Palacio Matte en Santiago.  Dentro de sus labores académicas, en 1958 publicó su libro "Elementos de Estadística Básica". Otra de sus obras fue el "Diccionario para Puzzlistas", publicado en 1974, y el libro "Hechos de Chile", primer documento recopilatorio de sucesos históricos y anecdóticos acontecidos en Chile. También fue el encargado durante años de la construcción de los crucigramas del periódico El Mercurio, en particular de la "Revista del Domingo". "Donato Torechio" es un anagrama de "Horacio D'Ottone". 
En los créditos del videojuego Profesor Delta aparecía el nombre de Donato Torechio, quien colaboró en la confección de las preguntas y respuestas.